# 114-й гвардейский ближнебомбардировочный авиационный полк
114-й гвардейский ближне-бомбардировочный авиационный Краснознамённый полк, он же с января 1944 года — 114-й гвардейский бомбардировочный авиационный Краснознамённый полк, с января 1945 года — 114-й гвардейский дальне-бомбардировочный Киркенесский Краснознамённый авиационный полк — воинское подразделение Вооружённых сил СССР в Великой Отечественной войне.

## История наименований
- 5-й смешанный бомбардировочный полк;
- 5-й отдельный скоростной бомбардировочный авиационный полк;
- 5-й скоростной бомбардировочный авиационный полк[1];
- 137-й скоростной бомбардировочный авиационный полк[1];
- 137-й ближнебомбардировочный авиационный полк[1];
- 114-й гвардейский ближнебомбардировочный авиационный полк (24.08.1943 г.)[1];
- 114-й гвардейский ближнебомбардировочный авиационный Краснознамённый полк (01.1944 г.);
- 114-й гвардейский ближнебомбардировочный Киркенесский Краснознамённый авиационный полк;
- 114-й гвардейский дальнебомбардировочный Киркенесский Краснознамённый авиационный полк;
- 114-й гвардейский бомбардировочный Киркенесский Краснознамённый авиационный полк;
- 1535-й гвардейский минно-торпедный Киркенесский Краснознамённый авиационный полк (15.09.1950 г.);
- 926-й гвардейский минно-торпедный Киркенесский Краснознамённый авиационный полк (30.04.1955 г.);

## История
Сформирован 24.08.1943 путём преобразования 137-го ближне-бомбардировочного полка приказом НКО СССР No. 264 от 24.08 1943 и Директивой Генштаба No. 514147 от 25.08.1943.
В составе действующей армии с 24.08.1943 по 14.11.1944 и с 09.08.1945 по 03.09.1945
Действовал в Заполярье и Карелии в составе 1-й гв. сад 7-й ВА Карельского фронта. На вооружении полк имел — СБ, Пе-2 и Бостон-3а. К 20 июня 1944 года полк передислоцирован в район реки Свирь, где принял участие в Свирско-Петрозаводской операции, штурмуя колонны и укрепления противника. В октябре 1944 года, участвуя в Петсамо-Киркенесской операции, полк поддерживает наступающие советские войска, отличился при освобождении Киркенеса.
В ноябре 1944 года за отличия в боях за освобождение г. Киркенес полку было присвоено почётное наименование «Киркенесский».
По окончании операции направлен в резерв, в боях на больше не участвовал.
Летом 1945 года полк перебазировался в состав 7-го бомбардировочного корпуса в Забайкалье, где участвовал в боях против Японии в августе-сентябре 1945 г. на Забайкальском фронте в составе 179 бад.

## Полное наименование
- 114-й гвардейский дальне-бомбардировочный авиационный Киркенесский Краснознамённый полк (1945)

## Подчинение
- вероятно

| Дата            | Фронт (округ)     | Армия                | Корпус                                   | Дивизия                                       | Примечания |
| --------------- | ----------------- | -------------------- | ---------------------------------------- | --------------------------------------------- | ---------- |
| 01.09.1943 года | Карельский фронт  | 7-я воздушная армия  | -                                        | 1-я гвардейская смешанная авиационная дивизия | -          |
| 01.10.1943 года | Карельский фронт  | 7-я воздушная армия  | -                                        | 1-я гвардейская смешанная авиационная дивизия | -          |
| 01.11.1943 года | Карельский фронт  | 7-я воздушная армия  | -                                        | 1-я гвардейская смешанная авиационная дивизия | -          |
| 01.12.1943 года | Карельский фронт  | 7-я воздушная армия  | -                                        | 1-я гвардейская смешанная авиационная дивизия | -          |
| 01.01.1944 года | Карельский фронт  | 7-я воздушная армия  | -                                        | 1-я гвардейская смешанная авиационная дивизия | -          |
| 01.02.1944 года | Карельский фронт  | 7-я воздушная армия  | -                                        | 1-я гвардейская смешанная авиационная дивизия | -          |
| 01.03.1944 года | Карельский фронт  | 7-я воздушная армия  | -                                        | 1-я гвардейская смешанная авиационная дивизия | -          |
| 01.04.1944 года | Карельский фронт  | 7-я воздушная армия  | -                                        | 1-я гвардейская смешанная авиационная дивизия | -          |
| 01.05.1944 года | Карельский фронт  | 7-я воздушная армия  | -                                        | 1-я гвардейская смешанная авиационная дивизия | -          |
| 01.06.1944 года | Карельский фронт  | 7-я воздушная армия  | -                                        | 261-я смешанная авиационная дивизия           | -          |
| 01.07.1944 года | Карельский фронт  | 7-я воздушная армия  | -                                        | 261-я смешанная авиационная дивизия           | -          |
| 01.08.1944 года | Карельский фронт  | 7-я воздушная армия  | -                                        | 261-я смешанная авиационная дивизия*          | -          |
| 01.09.1944 года | Карельский фронт  | 7-я воздушная армия  | -                                        | 261-я смешанная авиационная дивизия*          | -          |
| 01.10.1944 года | Карельский фронт  | 7-я воздушная армия  | -                                        | -                                             | -          |
| 01.11.1944 года | Карельский фронт  | 7-я воздушная армия  | -                                        | -                                             | -          |
| 01.12.1944 года | Резерв Ставки ВГК | 7-я воздушная армия  | -                                        | -                                             | -          |
| 01.01.1945 года | Резерв Ставки ВГК | 7-я воздушная армия  | -                                        | -                                             | -          |
| 01.02.1945 года | Резерв Ставки ВГК | 7-я воздушная армия  | -                                        | -                                             | -          |
| 01.03.1945 года | Резерв Ставки ВГК | 7-я воздушная армия  | -                                        | -                                             | -          |
| 01.04.1945 года | Резерв Ставки ВГК | 7-я воздушная армия  | -                                        | -                                             | -          |
| 01.05.1945 года | Резерв Ставки ВГК | 7-я воздушная армия  | -                                        | -                                             | -          |
| 01.06.1945 года | -                 | -                    | -                                        | -                                             | нет данных |
| 01.07.1945 года | -                 | -                    | -                                        | -                                             | нет данных |
| 01.08.1945 года | -                 | 12-я воздушная армия | 7-й бомбардировочный авиационный корпус* | 179-я бомбардировочная авиационная дивизия*   | -          |
| 09.08.1945 года | -                 | 12-я воздушная армия | 7-й бомбардировочный авиационный корпус* | 179-я бомбардировочная авиационная дивизия*   | -          |
| 03.09.1945 года | -                 | 12-я воздушная армия | 7-й бомбардировочный авиационный корпус* | 179-я бомбардировочная авиационная дивизия*   | -          |

## Командиры
- гвардии майор / подполковник Котов Василий Васильевич (с 24.08.1943 по 10.06.1944, затем — Инспектор-лётчик по технике пилотирования Отдела боевой подготовки 5 ВА, с 22.06.1941 — ком-р эскадрильи 137 ббап, с 26.10.1941 — ком-р 608 ббап);
- гвардии майор Володин Александр Николаевич (с 6.1944 до 10.1945);

## Награды и наименования
| Награда (наименование)               | Дата                                                           | За что получена                           |
| ------------------------------------ | -------------------------------------------------------------- | ----------------------------------------- |
| Почётное звание Гвардейский          | 24.08.1943                                                     |                                           |
| орден Красного Знамени               |                                                                | по преемственности от 137 ббап            |
| Почётное наименование «Киркенесский» | Приказ Верховного Главнокомандующего № 0369 от 14.11.1944 года | За отличие в боях по овладению Киркенесом |

## Воины полка
| Награда | Ф. И. О. | Должность | Звание | Дата награждения | Данные о вылетах | Примечания |
| ------- | -------- | --------- | ------ | ---------------- | ---------------- | ---------- |

## Благодарности Верховного Главнокомандующего
Воинам полк в составе 1-й гвардейской смешанной авиационной дивизии объявлены благодарности Верховного Главнокомандующего:
- за овладение городом Петсамо (Печенга)[4].
- за освобождение района Никель, Ахмалахти, Сальмиярви[5].
- за овладение городом Киркенес[3].
- за освобождение Печенгской области[6].

Воинам полк в составе 179-й бомбардировочной авиационной дивизии 20 сентября 1945 года на основании приказа Верховного Главнокомандующего № 372 от 23 августа 1945 года дивизии объявлена благодарность.